# آلکسیس اوهانیان

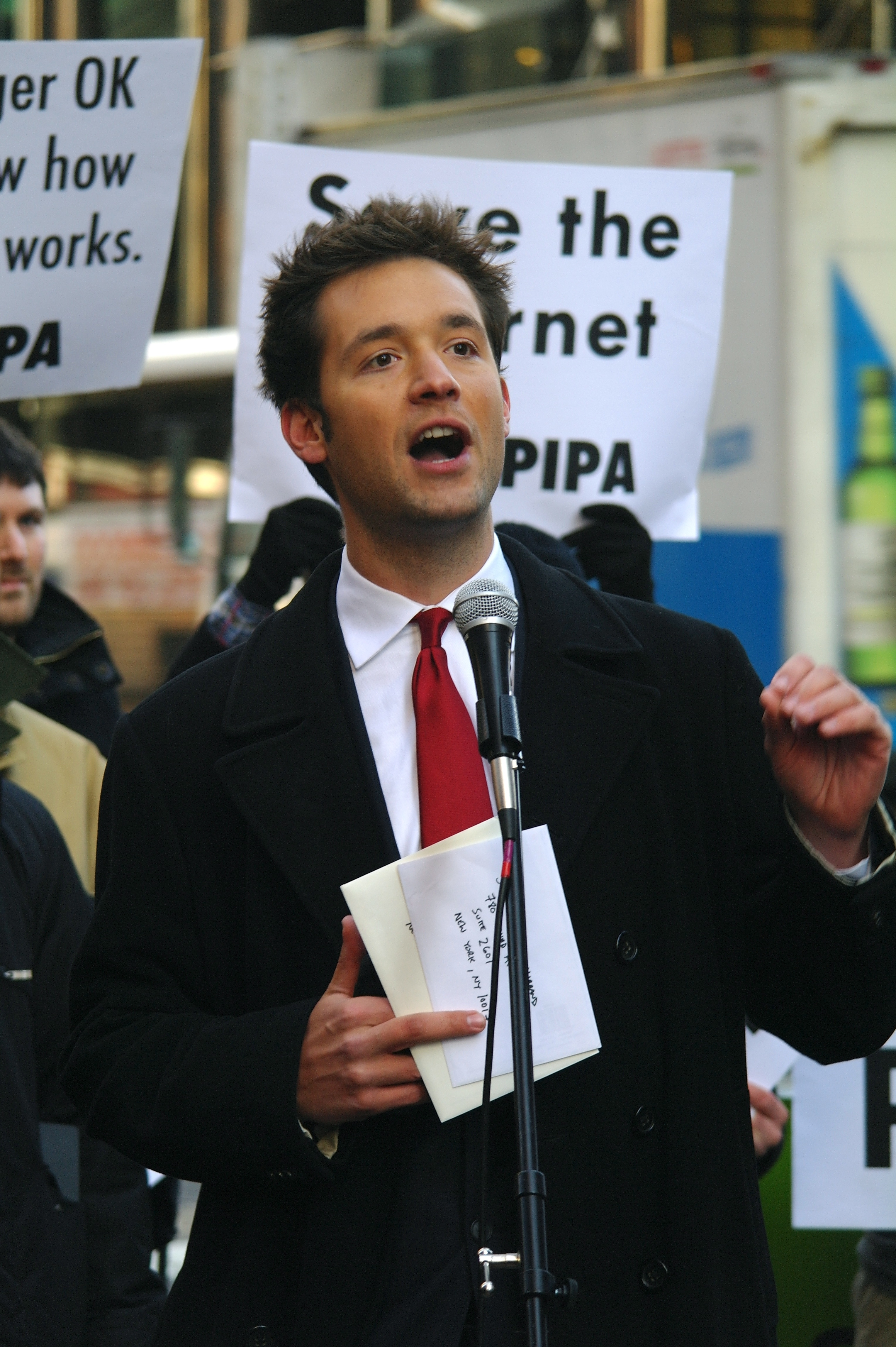
Ohanian protesting قانون توقف سرقت آنلاین و قانون حفاظت از آی‌پی، ۲۰۱۲

آلکسیس اوهانیان (انگلیسی: Alexis Ohanian؛ زادهٔ ۲۴ آوریل ۱۹۸۳) یک کارآفرین ارمنی‌تبار اهل ایالات متحده آمریکا است. وی از بنیان‌گذاران شبکه اجتماعی ردیت می‌باشد.

## زندگی خصوصی
وی در سال ۲۰۱۶ با سرنا ویلیامز ازدواج کرد این زوج در سپتامبر ۲۰۱۷ صاحب یک فرزند دختر شدند.